# (100765) 1998 FZ23
(100765) 1998 FZ23 es un asteroide perteneciente al cinturón de asteroides descubierto el 20 de marzo de 1998 por el equipo del Lincoln Near-Earth Asteroid Research desde el Laboratorio Lincoln, Socorro, Nuevo México, Estados Unidos.

## Designación y nombre
Designado provisionalmente como 1998 FZ23.

## Características orbitales
1998 FZ23 está situado a una distancia media del Sol de 2,254 ua, pudiendo alejarse hasta 2,490 ua y acercarse hasta 2,018 ua. Su excentricidad es 0,104 y la inclinación orbital 4,140 grados. Emplea 1236,47 días en completar una órbita alrededor del Sol.

## Características físicas
La magnitud absoluta de 1998 FZ23 es 16,1. 